# Martín Ruiz de Azúa
Martín Ruiz de Azúa (Vitòria, 1965) és un dissenyador basc.
Llicenciat en Belles Arts, especialitat de disseny per la Universitat de Barcelona i postgraduat en arquitectura i disseny de muntatges efímers per la Universitat Politècnica de Catalunya. Inicia la seva carrera com a dissenyador independent treballant per a empreses com Pai Thio, Metalarte o Carpyen. L'any 2004 crea l'estudi AzuaMoliné.
Compagina la seva tasca com a dissenyador amb un treball d'experimentació i recerca que ha estat mostrat en nombroses exposicions individuals i col·lectives ("Abitare il Tempo· a Verona: "Air en forme" al Musée du Design a Lausanne o "Living in Motion" al Vitra Design Museum).
Els seus projectes han estat publicats en prestigioses revistes nacionals i internacionals. És també professor de l'Escola Elisava de Barcelona. Alguns dels seus dissenys són Casa Basica (1999) o els seients inflables Interaction (2000).
El 2010 va col·laborar amb l'exposició itinerant El Geni de les Coses de l'Oficina d'Arts visuals de la Diputació de Barcelona